# Rivula biagi
Rivula biagi är en fjärilsart som beskrevs av George Thomas Bethune-Baker 1908. Rivula biagi ingår i släktet Rivula och familjen nattflyn. Inga underarter finns listade.